# Alternativ country
Alternativ country, alternative country, ofta förkortat till alt-country, är en benämning på varierande genrer inom countrymusik. Generellt kan all country utanför den för tillfället dominerande stilriktningen kallas alternativ country. Mer specifikt brukar man dock syfta på en rörelse som uppstod på 1990-talet som en reaktion på det polerade Nashvillesoundet som då dominerade inom countryn. Musiken var råare och ofta influerad av mer traditionell country, som bluegrass och rockabilly, men även av till exempel punk och rock'n'roll.
Uncle Tupelos debutalbum No Depression från 1990 ses ofta som starten för alt-countryn. Till andra musiker och grupper som brukar kallas alt-country hör till exempel Ryan Adams (i synnerhet med bandet Whiskeytown), Will Oldham, Neko Case, Lambchop, Gillian Welch, Kimmie Rhodes och Blanche.